# Pentaneura esakii
Pentaneura esakii är en tvåvingeart som först beskrevs av Tokunaga 1939.  Pentaneura esakii ingår i släktet Pentaneura och familjen fjädermyggor. Inga underarter finns listade i Catalogue of Life.